# Rezerwat przyrody Jasovské dubiny
Rezerwat przyrody Jasovské dubiny (słow. Národná prírodná rezervácia Jasovské dubiny) – rezerwat przyrody w północno-wschodniej części Krasu Słowacko-Węgierskiego na Słowacji. Obejmuje dwa rozdzielne obszary o łącznej powierzchnia 35,1 ha na obszarze katastralnym wsi Jasov.

## Położenie
Rezerwat leży w powiecie Koszyce-okolice w kraju koszyckim, ok. 0,5 km na południowy zachód od centrum wsi Jasov. Obejmuje fragment północno-wschodniego skraju Płaskowyżu Jasowskiego, w tym miejscu już niskiego i dość połogiego, opadający ku północy ku dolinie Bodvy i jej prawobrzeżnego dopływu – potoku Teplica (większa część) oraz fragment stoku o wystawie południowej, po przeciwnej stronie doliny Teplicy i zasilanego przez nią zbiornika wodnego (słow. Jasovský rybník; mniejsza część). W jego skład wchodzi m.in. wapienny masyw Białej Skały koło Jasova (słow. Biela skala pri Jasove), w którym znajduje się znana Jaskinia Jasowska.
Rezerwat leży w całości w granicach Parku Narodowego Kras Słowacki.

## Historia
Jest to najstarszy rezerwat na terenie Krasu Słowackiego. Tereny te objęto ochroną już w 1925 r., a reguły ochrony nowelizowano w 1938 r. Obecny rezerwat został utworzony w 1950 r. w celu ochrony dobrze zachowanych, naturalnych zespołów roślinnych, zwłaszcza ciepłolubnych. Nowelizacje miały miejsce w latach 1954 i 1983.

## Charakterystyka przyrodnicza
Obejmuje głównie zespoły roślinne ciepłych dąbrów i lasów bukowo-grabowych oraz buczyn w piętrze pogórza. Wśród flory przeważają gatunki ciepłolubne i wapieniolubne, ale spotkamy tu również szereg gatunków górskich. Występuje tu szereg rzadkich i chronionych gatunków owadów, w tym motyli i chrząszczy. Awifaunę reprezentują m.in. dzięcioł średni, dzięcioł białogrzbiety, muchołówka mała, muchołówka białoszyja.

## Turystyka
Przez teren rezerwatu biegnie żółto znakowany szlak turystyczny z Jasova do Drienovca i niebiesko znakowany szlak z Jasova do osady Šugov. Przez teren rezerwatu wiedzie również od 1989 r. ścieżka dydaktyczna (Náučný chodník Jasovská skala) długości 1,5 km (100 m różnicy wzniesień). Na trasie 7 przystanków z posterami, informującymi o przyrodzie i historii tego rejonu. Średnio trudna trasa wymaga ok. 2 godzin.